# Fasslbecher

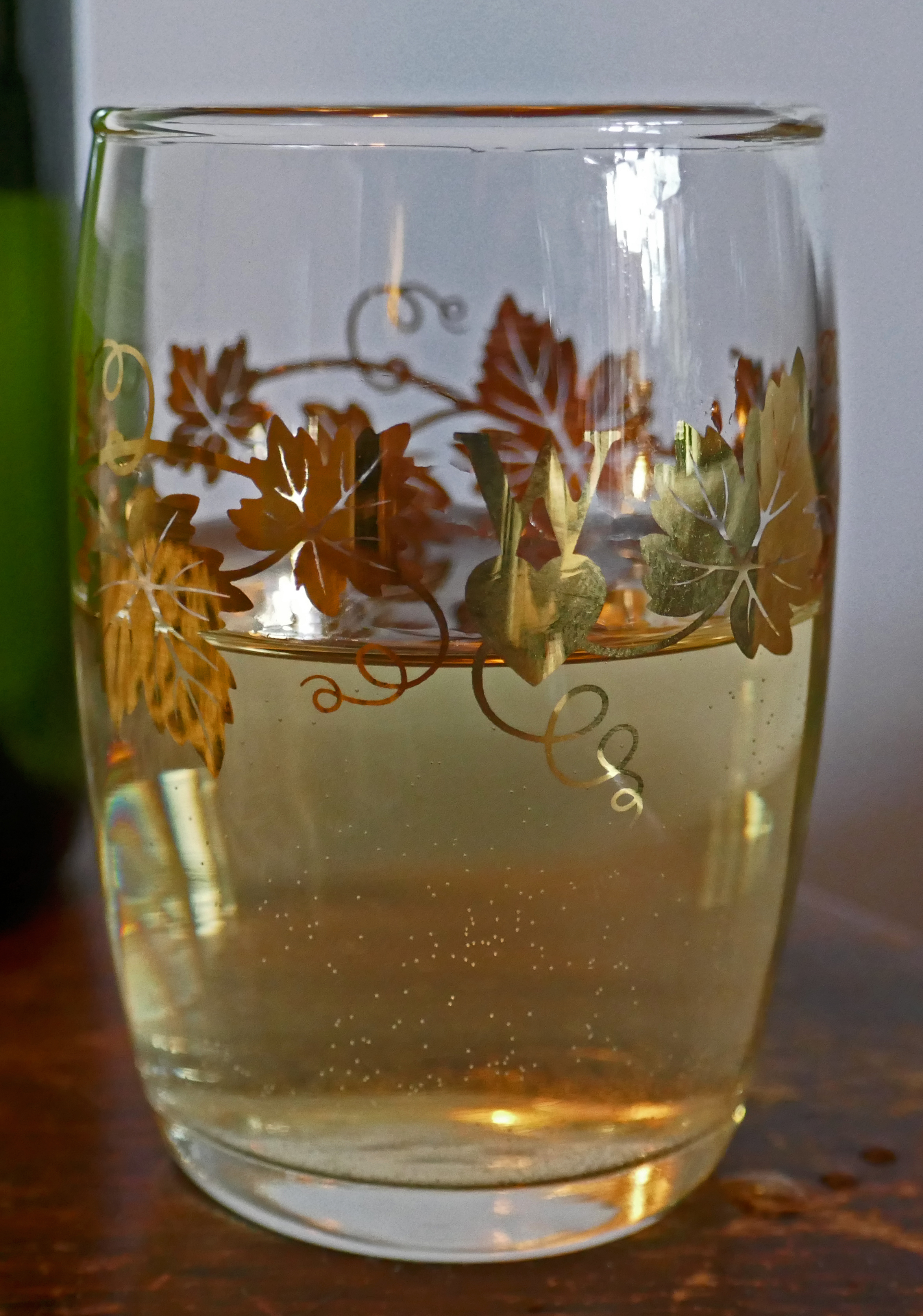
Wiener Fasslbecher – Wiener Achtel

Der Fasslbecher, auch Achterl genannt, war das traditionelle Hausweinglas beim Wiener Heurigen. Heute im Verschwinden begriffen, gehörte das einfache Trinkglas lange Zeit zum Bestand der Wiener Heurigen und Wirtshäuser. Traditionell wurde der Wein aus gekühlten Doppler-Flaschen in die kleinen Gläser gefüllt.
Die 0,125 l fassenden Gläser besitzen einen leichten Bauch und einen leicht verdickten Fuß, der etwa den gleichen Durchmesser wie die Öffnung besitzt. Die bauchige Form begünstigt die Entfaltung der Aromen des Weins. Der Rand des Glases besitzt eine charakteristische weiche und runde Lippe, die an einer Stelle in eine kleine Verdickung ausläuft. Das im Schnitt 8 bis 9 cm große, farblose Glas war typischerweise mit einem umlaufenden grünen Dekor aus Weinlaub und Trauben verziert.
Ende des 20. Jahrhunderts verschwand der Fasslbecher aus vielen Wiener Wirtshäusern. Um die Tradition des Wiener Heurigenglas aufrechtzuerhalten und neu zu beleben, haben sich namhafte Künstler und Glashersteller mit einer modernen Interpretation des Glases befasst.
1998 entstand aus der Zusammenarbeit des Wiener Handelshauses J. & L. Lobmeyr mit der Designerin Miki Martinek das zarte Heurigenglas Wiener Achtel. Das moderne Hausweinglas besteht aus 0,7 bis 1,1 Millimeter starkem Musselinglas, das in einer böhmischen Manufaktur hergestellt wird. Die Designerin verzichtete auf den für den einfachen Fasslbecher charakteristischen Rollrand und entwarf ein Glas mit einem superdünnen Glasrand.
Das Lobmeyr-Glas Wiener Achtel wurde 2007 mit dem Adolf Loos Staatspreis für Design ausgezeichnet.
Im Jahr 2005 entwarf der Wiener Designer Peter Noever in Zusammenarbeit mit dem Museum für Angewandte Kunst das Glasservice Im Griff. Charakteristisches Merkmal der Serie, die aus einer modernen Hausweinflasche und Fasslbecher besteht, ist eine Daumenmulde für eine bessere Haptik.
Peter Noever entwickelte 2007 ein etwas schlankeres Achtelglas, den sogenannten Fluchtachterl, der an die alte Tradition erinnern soll, noch ein letztes Glas Wein beim Abschied, meist im Stehen, zu trinken.
Für das Unternehmen Das Goldene Wiener Herz wurde 2010 ein Fasslbecher entworfen, das sich eng an das originale Heurigenglas anlehnt. Das typische Weinlaubdekor der Fasslbecher wurde für diese Gläser in Blattgold ausgeführt.
Peter Noever und Andrea Lenardin aus Los Angeles entwickelten 2018 für die Firma Stölzle Lausitz das minimalistische Hausweinglas The New ⅛ glass mit einem roten Füllstrich für den Alltagsgebrauch.
Darüber hinaus werden für die Gastronomie weiterhin einfache, undekorierte Fasslgläser, unter anderem von der Firma Arcoroc die Serie Basil, hergestellt.